# Energia/Una cellula
Energia/Una cellula è un singolo del cantautore italiano Franco Battiato, pubblicato in Italia nel 1972 dalla Bla Bla come estratto dall'album Fetus. 

## Descrizione
Il brano Energia è in una versione più breve rispetto a quella su Fetus. È stato infatti accorciato il segmento in apertura con le voci dei bambini. Questa porzione del brano contiene un "campionamento" della composizione Canon di David Vorhaus.
La copertina, realizzata da Gianni Sassi con la sua agenzia pubblicitaria Al.Sa., raffigura il volto di Battiato ricoperto di calce. Era già apparso con questo trucco in una serie di foto pubblicitarie dei divani Busnelli. Da questo scatto saranno ricavate delle maschere in cartone, utilizzate per promuovere i successivi concerti di Battiato e l'album Pollution. Sarà inoltre riutilizzato per l'album Foetus, versione in inglese di Fetus pubblicata solo nel 1999.

## Tracce
Testi di Sergio Albergoni e Franco Battiato, musiche di Pino Massara e Franco Battiato.
1. Energia – 3:40
2. Una cellula – 2:50

Durata totale: 6:30